# ألفريد سون ريثيل
ألفريد سون ريثيل (بالألمانية: Alfred Sohn-Rethel) (4 يناير 1899 - 6 أبريل 1990)، كان اقتصاديًا وفيلسوفًا ماركسيًا ألمانيًا فرنسي المولد مهتمًا بشكل خاص بنظرية المعرفة . كما كتب عن العلاقة بين الصناعة الألمانية والاشتراكية القومية .

## من مؤلفاته
- الاقتصاد والبنية الطبقية للفاشية الألمانية ، لندن 1978.

## روابط خارجية
- فهرس
- Sohn-Rethel ، نابولي: فلسفة المكسور